# Nowe Zoo w Poznaniu
Nowe Zoo w Poznaniu – drugi pod względem powierzchni ogród zoologiczny w Polsce, założony w 1974 na Białej Górze wschodnim klinie zieleni Poznania, w jednostce obszarowej SIM Malta. Zajmuje obszar 120,68 ha usytuowanych na pagórkowatym terenie leśnym z sześcioma rozległymi stawami o łącznej powierzchni ponad 13 ha, stanowiąc naturalne siedlisko fauny krajowej. Nowe Zoo słynie z kolekcji ptaków drapieżnych oraz sów, która należy do jednej z najbogatszych w Europie.
Ogród otwarto w setną rocznicę powstania Starego Zoo przy ul. Zwierzynieckiej z którym tworzy integralną całość jako Ogród Zoologiczny w Poznaniu. Od 15 lipca 2024 dyrektorem jest Piotr Przyłucki.

## Historia

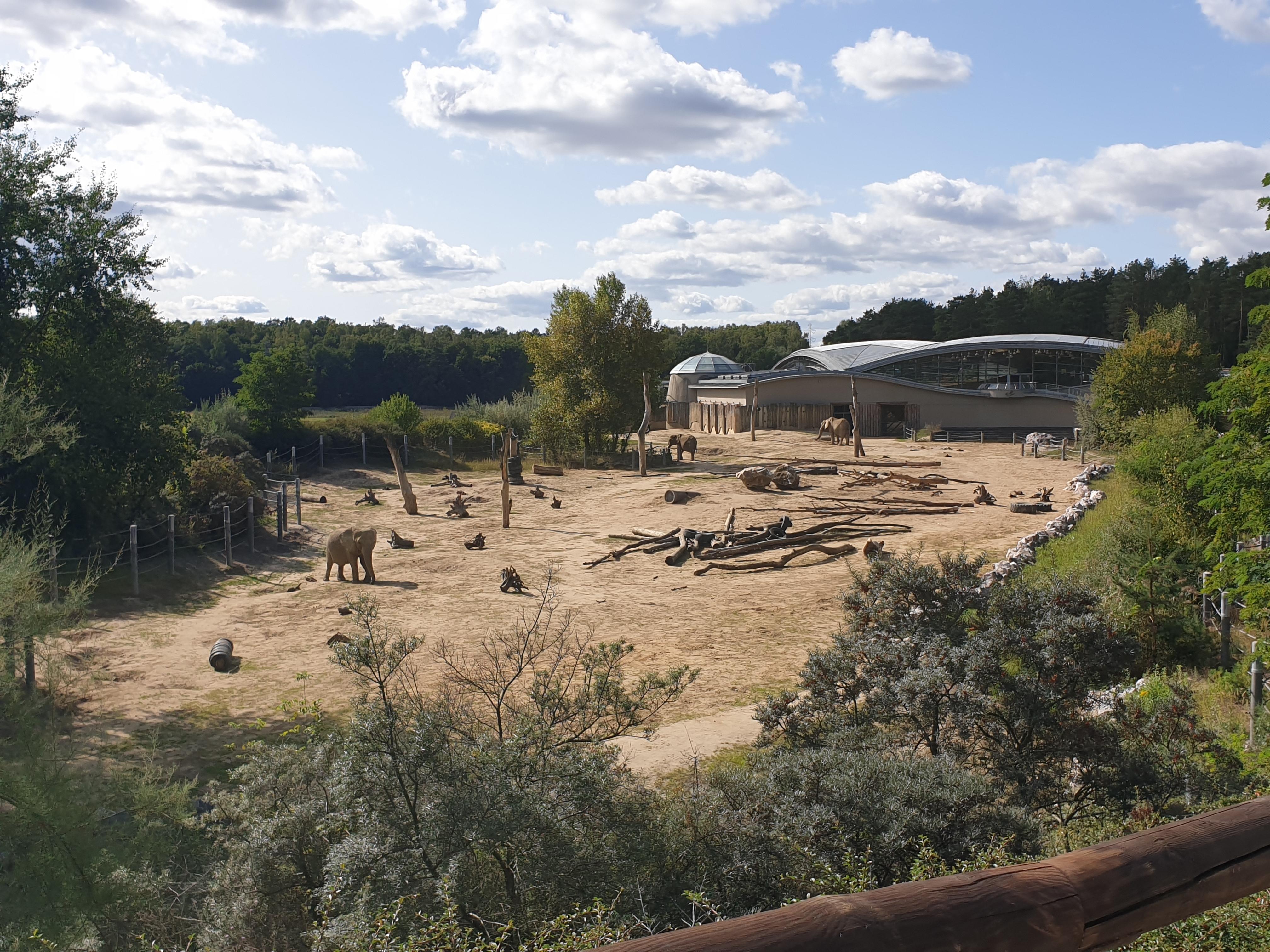
Wybieg słoni afrykańskich w Nowym Zoo

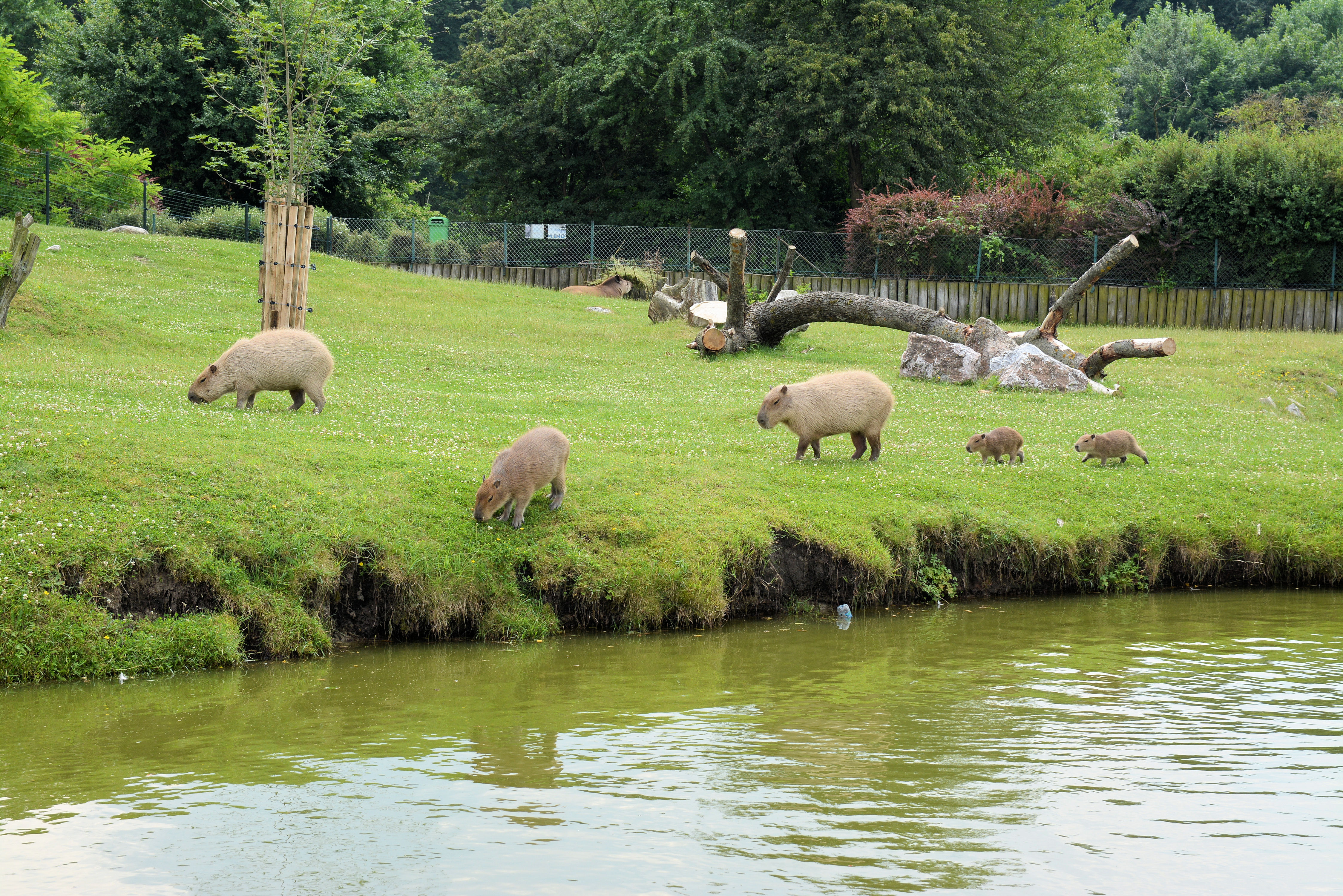
Grupa rodzinna kapibar

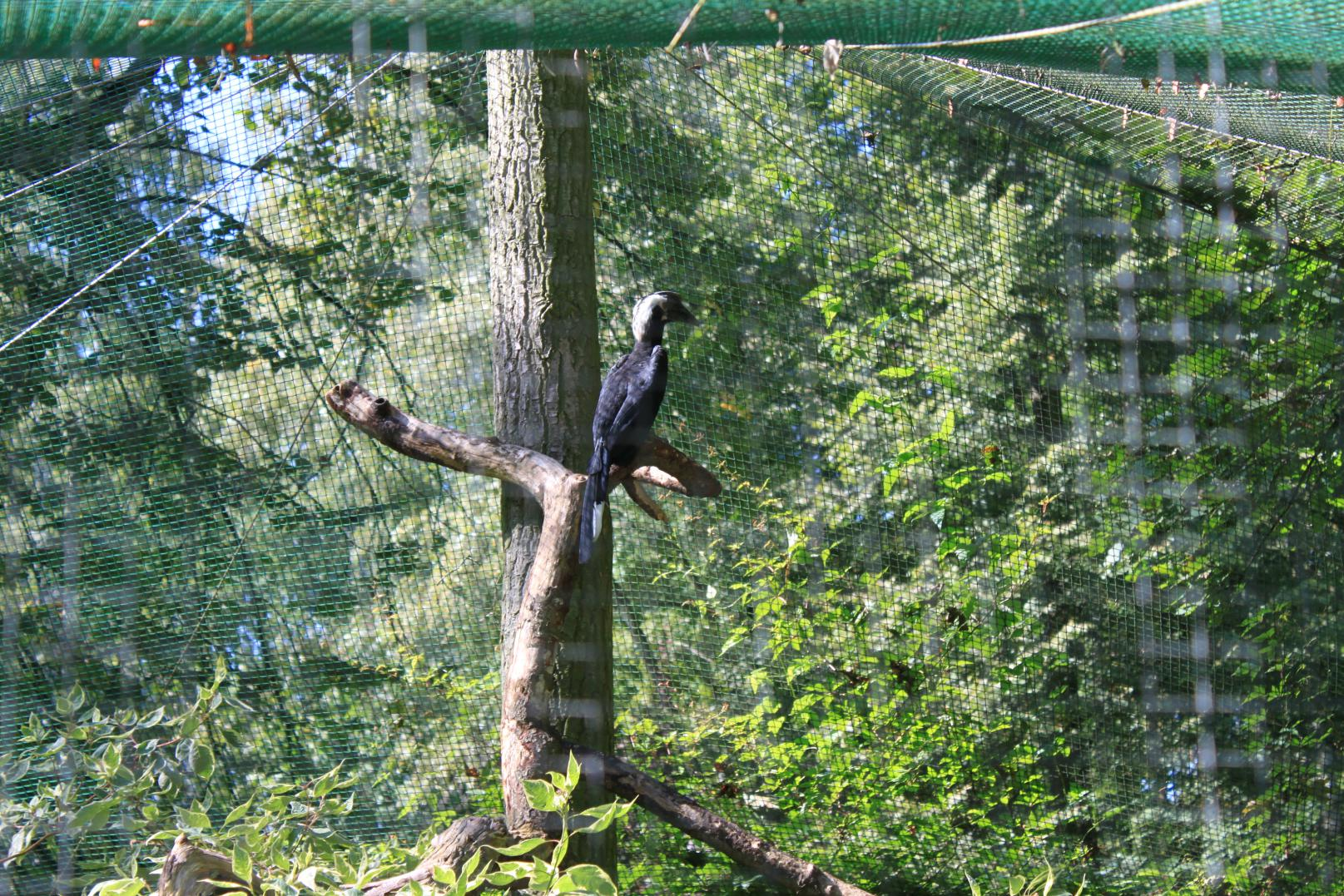
Woliera dzioborożców białodziobych

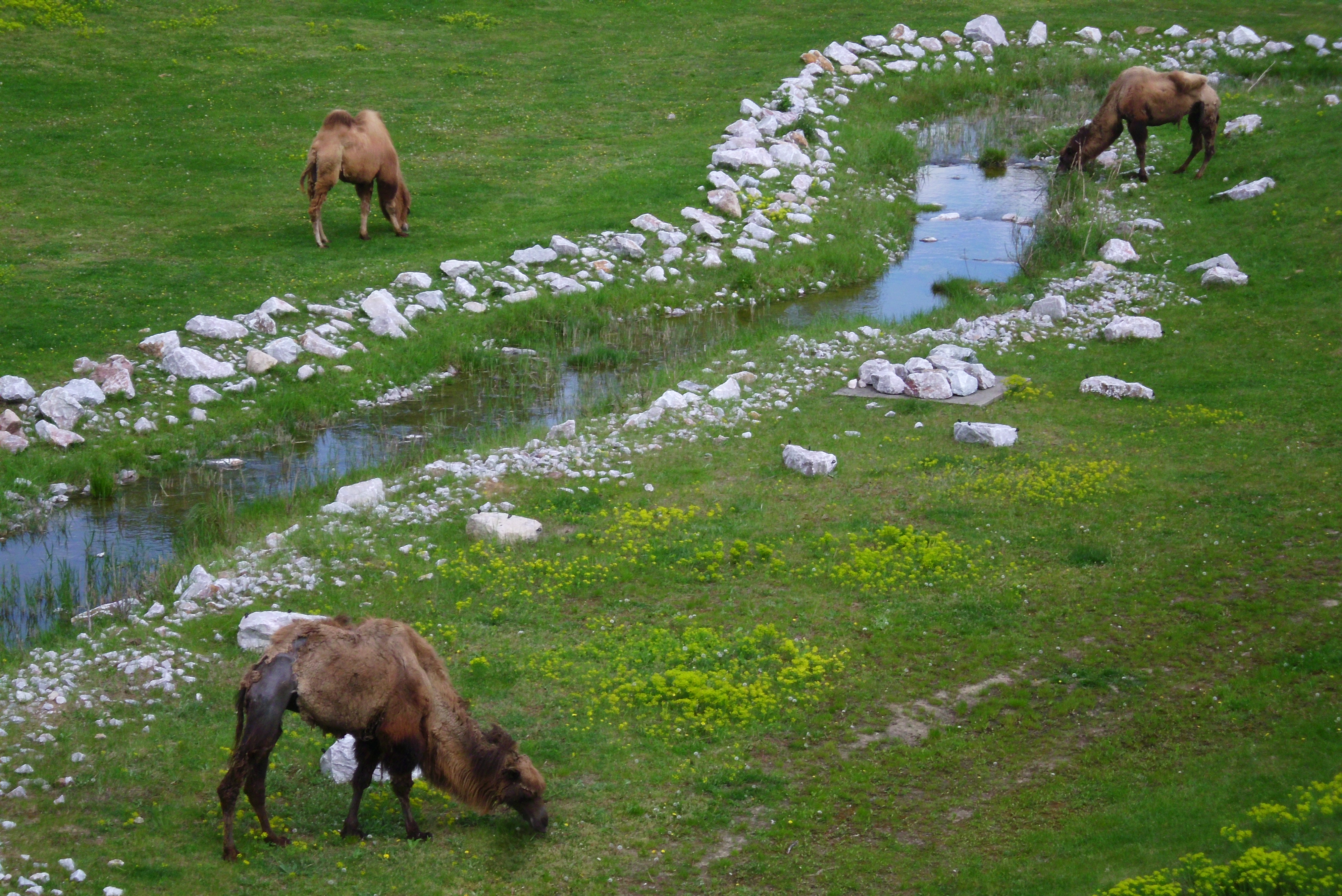
Wybieg wielbłądów dwugarbnych

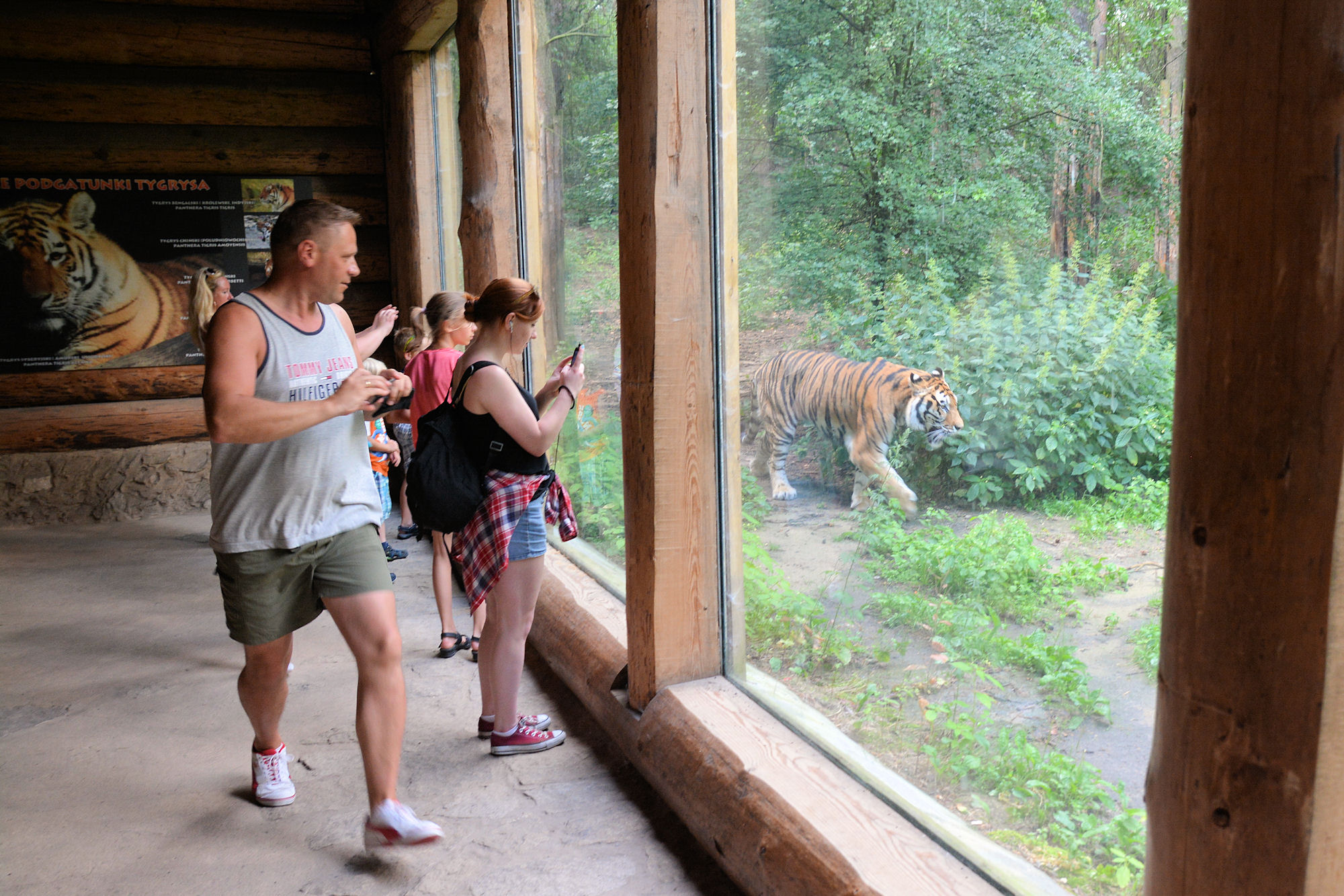
Dzięki panoramicznemu oszkleniu zwiedzający mają bliski kontakt nawet z niebezpiecznymi zwierzętami

### Początki Zoo
Już przed I wojną światową okazało się, że lokalizacja Starego Zoo uniemożliwia jego dalszy rozwój terytorialny. Wielokrotne starania o translokację całego ogrodu zoologicznego (do której nigdy nie doszło) na większy odpowiedniejszy teren, ostatecznie zakończyły się w latach sześćdziesiątych XX wieku, kiedy to ruszyły prace nad przygotowaniem budowy całkiem nowej placówki w oparciu o nową lokalizację. W 1967 powołano Społeczny Komitet Budowy Nowego Zoo, mający za zadanie gromadzenie środków finansowych. Trzy lata później zaczęła się budowa Nowego Zoo. 16 września 1974 otwarto dla publiczności pierwszą część terenu. Pierwszymi zwierzętami prezentowanymi w Nowym Zoo były jelenie europejskie, daniele, wielbłądy, lamy i gwanako andyjskie. W 1978 powstał pawilon insektarium prezentujący owady, pajęczaki i mięczaki. W 1995 otwarto pierwszy w Polsce Pawilon Zwierząt Nocnych, a także sprowadzono po raz pierwszy w historii ogrodu nosorożca.

### Słoniarnia
Pawilon słoniarni oddano do użytku w 2008. Do dyspozycji stada słoni afrykańskich pozostaje wybieg wewnętrzny z osobną stajnią dla samca i indywidualnymi boksami dla samic oraz 2,5 ha wybieg zewnętrzny.

#### Słonie
Pierwsze słonie, dwa samce Ninio i Yzika przywieziono 10 marca 2009 z ogrodu zoologicznego w Sosto na Węgrzech. W tym samym roku do Poznania sprowadzono trzy samice: Lindę z Beekse Bergen Safari Park w Holandii oraz Kingę i Kizi ze Śląskiego Ogrodu Zoologicznego. W marcu 2016 12-letni słoń o imieniu Yzik, został przewieziony z Poznania do Parku Safari w Fasano we Włoszech. W lutym 2021 niespodziewanie zaniemogła i padła 35-letnia słonica Linda (ur. 1986 w Zimbabwe).
Stado poznańskich słoni afrykańskich w Nowym Zoo:
1. Ninio (ur. 1999 w Ramat Gan w Izraelu[13])
2. Kinga (ur. 1987 w Namibii)
3. Kizi (ur. 1987 w Namibii)

### Nowe obiekty

#### Wybieg rysi
Ekspozycja rysi europejskich na nowym obszernym wybiegu. stanowiący fragment naturalnego lasu, została udostępniona dla zwiedzających 2 kwietnia 2013.

#### Azyl dla niedźwiedzi
Azyl o powierzchni 3 ha na terenie Nowego Zoo, wybudowano we współpracy z niemiecko-austriacką fundacją Vier Pfoten (pol. Cztery Łapy). Pierwsze trzy niedźwiedzie brunatne o imionach: Wania, Misza i Borys sprowadzono do Poznania w październiku 2013 ze schroniska w Korabiewicach. W 2016 do azylu sprowadzono cztery niedźwiedzie, w kwietniu pojawiły się dwie niedźwiedzice, nazywane Ewka i Gienia, przywiezione z Ogrodu Zoologicznego w Braniewie, w tym samym miesiącu do azylu trafiła dwumiesięczna niedźwiedzica Cisna, znaleziona bez matki w Bieszczadach w okolicach miejscowości Cisna. W lipcu 2016 sprowadzono okaleczonego, czteroletniego niedźwiedzia brunatnego Baloo, odebranego z cyrku.
Aktualnie w azylu przebywa pięć niedźwiedzi.

### Dalsze lata
W 2021 zrealizowano budowę dwukondygnacyjnego pawilonu dla żyraf i nosorożców. Na początku marca 2022 do ogrodu trafiło łącznie dziewięć lwów, sześć tygrysów, dwa karakale oraz likaon, przetransportowanych z będącego pod ostrzałem azylu pod Kijowem i Odessy.

## Zwierzęta
Wśród zwierząt prezentowanych na Białej Górze wiele zagrożonych jest wyginięciem m.in. drapieżny torbacz kowari, lwiatka złotogłowa, kazuar hełmiasty, krytycznie zagrożony wyginięciem – jeleń baweański w naturze zamieszkujący jedynie wyspę Bawean oraz świnia wisajska pochodząca z wyspy Negros, jeleń Alfreda, jeleń milu, zebra Grevy’ego, żyrafa Rothschilda, tygrys syberyjski, słoń afrykański, suseł moręgowany, żubr, najbardziej zagrożony wyginięciem ssak drapieżny Europy – norka europejska, perewiazka i małpiatka lori mały, którego Zoo koordynuje hodowlę w ramach Europejskiego Programu Ochrony Zwierząt Zagrożonych Wyginięciem.
16 grudnia 2014 z Berlina przywieziono dwa podgatunki takinów: tybetańskiego i złocistego. Od grudnia 2015 w ogrodzie po kilku latach nieobecności, prezentowana jest ponownie wydra europejska.
Od 2003 Nowe Zoo prowadzi z sukcesem hodowlę narażonych na wyginięcie jeleni Alfreda zamieszkujących w naturze Filipiny, na początku 2016 w ogrodzie urodził się po raz czterdziesty kolejny przedstawiciel tego gatunku.
Sprowadzono nowe i rzadkie gatunki zwierząt m.in.
- ssaki:
  - panda mała[25], koziorożec nubijski, gereza białobroda, binturong orientalny[26].

## Odtwarzanie populacji zwierząt w naturze
Ogród prowadzi program odtwarzania populacji zwierząt w środowisku naturalnym. W marcu 2016 na Podlasiu wypuszczono na wolność orła przedniego, wyklutego i odchowanego w Nowym Zoo.

## Wyróżnienia
W uznaniu dokonań w 1992 poznański ogród zoologiczny zostały wpisany do prestiżowego Europejskiego Stowarzyszenia Ogrodów Zoologicznych (EAZA). W 2020 ogród utracił jednak członkostwo w Stowarzyszeniu i został zdegradowany do statusu członka tymczasowego. W 1999 został członkiem Światowego Stowarzyszenia Ogrodów Zoologicznych i Akwariów (WAZA). Członkostwo to utracił w 2021. 

## Twierdza Poznań – Fort III
Na terenie Nowego Zoo przy ulicy Krańcowej mieści się zbudowany przez armię pruską w latach 1877–1881 zabytkowy Fort III, stanowiący element zewnętrznego pierścienia fortyfikacji Twierdzy Poznań. Obiekt będący jednym z miejsc zimowania nietoperzy w Poznaniu, wchodzi w skład chronionego obszaru Natura 2000.

### Trasa turystyczna
Fort udostępniono odwiedzającym w 2011. Trasa turystyczna obejmuje część naziemną i podziemną, zwiedzanie odbywa się z przewodnikiem (maj-wrzesień). Operatorem trasy turystycznej jest Poznańskie Towarzystwo Przyjaciół Fortyfikacji.

## Dojazd do Zoo

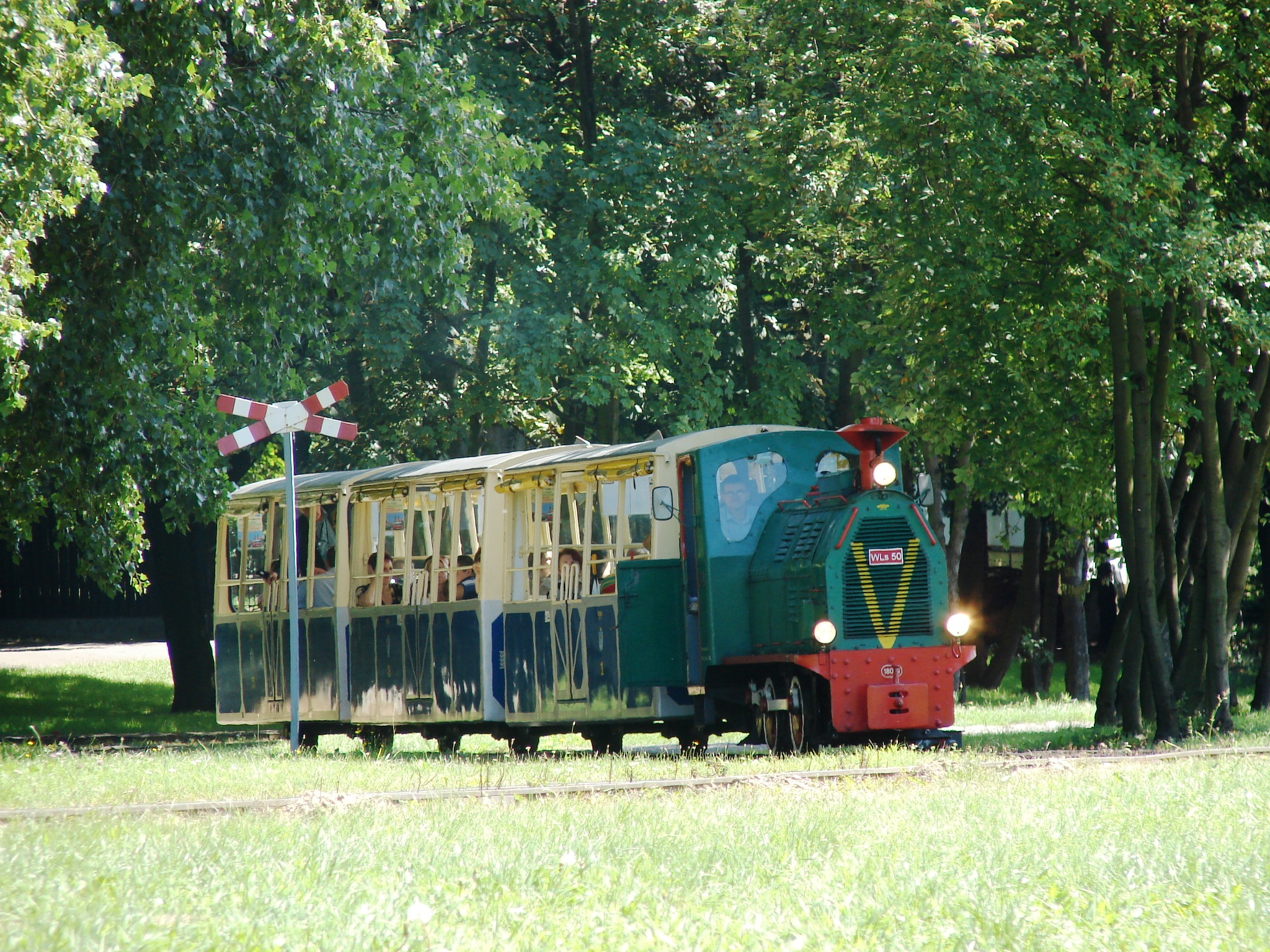
Kolejka Parkowa Maltanka

Do Nowego Zoo można dojechać autobusem linii 184 MPK Poznań Sp. z o.o. (kurs z Ronda Rataje przez Rondo Śródka i Termy Maltańskie). W sezonie letnim uruchamiane są także przejazdy Kolejką Parkową Maltanka, trasa kolejki wiedzie wzdłuż jeziora Maltańskiego do stacji Zwierzyniec (położonej przy wejściu do Zoo).

## Kolejka parkowa po Zoo

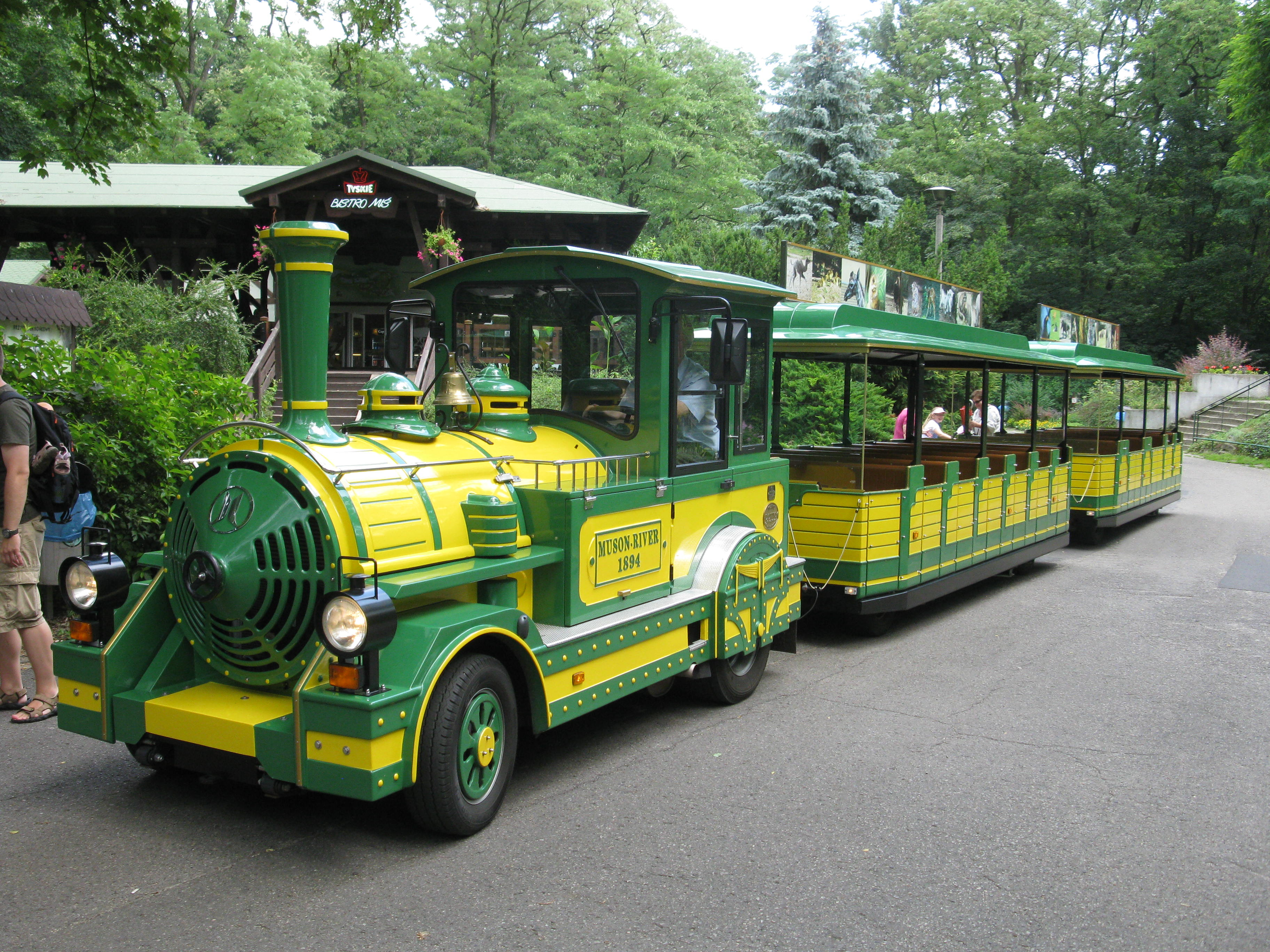
Stylizowana kolejka parkowo-ogrodowa w Nowym Zoo

Rozległy teren Nowego Zoo można zwiedzać pieszo lub podróżować wożącymi turystów składami kolejki parkowo-ogrodowej (trzy składy). Pasażerowie mogą dowolnie wsiadać i wysiadać by zwiedzić daną część ogrodu.